# Кеті Козаченко
Кеті Козаченко (англ. Kathy Kozachenko) — перша відкрита лесбійка — виборна державна діячка США.
У січні 1974 року Кеті, студентка Мічиганського університету, балотувалася від Партії прав людини (англ. Human Rights Party) в міську раду свого міста Енн-Арбор (англ. Ann Arbor), уже як відкрита лесбійка, і здобула перемогу. На той момент її партія вже мала два місця в міській раді, здобутих на виборах 1972 року.
До Другої світової війни був прецедент із державною діячкою — відкритою лесбійкою Ненсі Векслер (англ. Nancy Wechsler), але вона здійснила камінг-аут уже після того, як виграла вибори в міську раду, і на другий термін не переобиралася.

## Біографія
Кеті Козаченко народилась в Олександрії, штат Вірджинія. Її мати померла, коли дівчинці було 8 років. Коли їй виповнилося 14, батько одружився з жінкою, у якої вже було троє маленьких дітей. Зрештою нова сім'я переїхала на північ до крихітного сільського Плімута, приблизно у 25 милях на захід від Детройта. Вона була старшою донькою, обтяженою сімейними зобов'язаннями перед братами та сестрами.
Активізмом вона почала займатись ще в середній школі, коли учасники пікету закликали покупців не купувати виноград та салат у продавців, що не входять у профспілку. У місті Плімут Хай вона познайомилась з парою «дуже політичних» викладачів хіпі, які допомогли їй організувати бесіду представника Об'єднаних працівників фермерських господарств у місцевій бібліотеці. (Ця бібліотека, за збігом обставин, буде тим самим місцем, де 2012 року адвокати лесбійської пари проведуть перший збір коштів на підтримку їх позову про скасування заборони одностатевих шлюбів у Мічигані. Це був один із чотирьох випадків використовується Верховним судом для легалізації національних одностатевих шлюбів).
Кеті зробила камінг-аут перед своїми рідними, коли їй було 20 років, проте вони не підтримали її й назвали «політичною лесбійкою», саме тоді зароджувався рух з подібною назвою. За іронією долі, рішення Козаченко балотуватися як відкрита лесбійка було питанням політичної доцільності, а не тактикою.
Козаченко наближалася до випускного в Мічиганському університеті. На початку 1970-х вона приєдналася до Правозахисної партії.
У віці 21 року Козаченко балотувалась проти ліберального демократа, була обраною до міської ради міста Енн-Арбор 2 квітня 1974 року. Вона отримала місце «представляючи другу палату міста п'ятдесятьма двома голосами». Проте, дула депутаткою лише один термін.
Переїхала до Брукліна. Продовжувала навчання, відвідувала поетичні майстер-класи та заняття в так званій Нью-Йоркській марксистській школі. Деякий час вона продовжувала свою активність у Пітсбурзі, особливо як організатор Маршу 1979 року у Вашингтоні, першої масштабної демонстрації за права геїв та лесбійок. «Я була піхотинцем, і мені це дуже сподобалося», — каже вона. «Я ходила від людини до людини в барах, роздаючи свої листівки про автобуси, якими ми їхали на марш».
У 1980-х Козаченко продовжувала брати участь в політичних та громадських групах, також у неї почались стосунки з Мері Енн Гейгер, яка була старшою на 12 років і мала чотирьох дітей. Вони познайомились у 1984 році на вечері, влаштованому друзями спеціально для їх знайомства. «Мері Енн дала мені виховання та любов, яку я втратила, коли мені було 8 років», — говорить Козаченко. «Це те, що вона давала мені протягом 26 років». Гейгер померла у віці 70 років у 2010 році після того, як у них вдома відбулася церемонія прийняття зобов'язань, яку провів її пастор до того, щоб шлюб був законним у Пенсильванії.